# Bertil Wahlberg
Bertil Gunnar Wahlberg, född 1 mars 1923 i Brännkyrka i Stockholm, död 24 november 1980 i Danderyd, var en svensk målare, tecknare och grafiker.
Han var son till typografen John Gunnar Wahlberg och Bertha Margaretha Claesdotter och gift första gången 1943–1956 med Britta Fredlund och från 1957 med Ingrid Nilse. Efter studentexamen studerade Wahlberg konst för Isaac Grünewald 1942–1945 och under ett stort antal studieresor till bland annat Frankrike, Italien, Österrike, Jugoslavien och Grekland. Tillsammans med Olle Ängkvist ställde han ut i Karlskrona 1944 och tillsammans med Gösta Liljedahl på Galerie Moderne i Stockholm 1946 samt med Nils Bäcklin i Eskilstuna 1948. Separat ställde han bland annat ut i Umeå, Stockholm, Skellefteå, Boden och Uppsala. Han medverkade i samlingsutställningar arrangerade av Sveriges allmänna konstförening på Liljevalchs konsthall och ett stort antal samlingsutställningar i hela Sverige. Han utförde 1966 en större dekorativ väggmålning på ett bilvaruhus i Stockholm. 
Han har gjort sig känd genom folklivsskildringar från utlandsresorna, ofta barnmotiv där dottern Maria var den föredragna modellen och landskapsmålningar med motiv från såväl utlandet som Sverige, bland annat från Stockholms skärgård. Han skrev även poesi, och är publicerad i bland annat Domen över död man (2004).
Wahlberg finns representerad på Moderna museet i Stockholm samt på Trelleborgs museum.
Sonen Thomas Wahlberg har skildrat faderns liv i flera böcker. I Existentiell resa (2009) berättar han utifrån bevarad brevväxling om resor till Paris och Rivieran och det hektiska konstnärslivet i svenskkolonin åren efter andra världskriget. Bertil Wahlberg är begravd på Danderyds kyrkogård.